# Kanton Reims-5
Kanton Reims-5 is een kanton van het Franse departement Marne. Kanton Reims-5 maakt deel uit van het arrondissement Reims. Het telt 24 842 inwoners in 2017.

## Gemeenten
Kanton Reims-5 omvatte tot 2014 de volgende gemeenten:
- Bezannes
- Reims (deels, hoofdplaats)

Na de herindeling van de kantons bij decreet van 21 februari 2014, met uitwerking in maart 2015, omvat het nog steeds een deel van de stad Reims, maar met verschillende begrenzing, werd de gemeente Bezannes overgeheveld naar kanton Reims-4 en werden er 2 gemeenten aan toegevoegd. Vanaf 2015 is de samenstelling als volgt:
- Bétheny
- Reims (deels, hoofdplaats)
- Saint-Brice-Courcelles